# 与謝野論文
与謝野論文（よさのろんぶん）とは、衆議院議員である与謝野馨が執筆した論文。下記2つの内、いずれかを指すことが多い。
1. 2000年頃までに、自由民主党の選挙制度調査会長として調査会で検討を重ねた結果をまとめた論文。本項にて詳述。
2. 2010年3月に月刊誌に寄稿した、所属する自由民主党の谷垣禎一総裁に党の執行部の人心一新を求め、それが為されない場合に新党の結成を示唆した論文。実際に与謝野は、翌月に離党して新党・たちあがれ日本を結成し、共同代表に就任した。

与謝野論文（よさのろんぶん）とは、衆議院議員である与謝野馨が、2000年頃までに自由民主党の選挙制度調査会長として調査会で検討を重ねた結果をまとめた、外国人に地方参政権を付与することの違憲性を指摘した論文のことである。

## 経緯
1999年から2000年にかけ、当時の与党であった自由民主党内で永住外国人への地方参政権付与が大きな政治テーマになっていた。韓国の金大中政権（当時）が「韓国も外国人に参政権を認める」と「相互主義」を理由に、小渕恵三、森喜朗の両政権に実現を求めていたことを受けてのもので、公明党も「日本社会に深く根ざしている」と特に韓国籍への付与を推進し、また、小沢一郎も自由党党首として「日本人が誠意を事実として示すべきだ」と発言していた。
自由民主党では、賛否が割れていたが、内閣官房長官や自由民主党幹事長を務めた野中広務らが公明党との連立政権維持を理由に積極的だったことから、実現への流れが強かった。が、この論文が2000年9月30日の産経新聞（東京版）朝刊に掲載されたことで、自由民主党内での議論が沈静化したとされる。

## 内容
【まえがき】
　わが党は、自由党および公明党との連立の政策合意に掲げられている「外国人の地方参政権」の問題について、あらゆる角度から真摯（しんし）な検討を重ねた。

　その結果、次のような見解をとりまとめた。
【本論】
一．この問題の視点について
　この問題をどのような視点で論じていくべきかは極めて重要である。
　地方公共団体がわが国の統治機構の不可欠の要素をなすことは明らかであり、地方自治も憲法秩序の一環であることから、本調査会は、他の視点を全て捨象し、憲法とのかかわりからこの問題を論ずべきと考える。
二．憲法一五条一項の意義について
　憲法一五条一項は参政権について次のように規定している。

「公務員を選定し、およびこれを罷免することは、国民固有の権利である」
　国民固有とは何を指すかであるが、憲法は他の条文においてはこの表現を使っていない。固有とは、「もともと持っている、そのものだけに限って有るさま」を意味しているのであり、この条文はどのように解釈しても外国人参政権を予定しているとはいえない。

　従って本条文は、「日本国籍」を有する人に限って参政権を「固有の権利」として規定していると解するのが自然である。また、当然のこととして、何人にも日本国籍を取得した瞬間、この固有の権利が発生する。
三．国と地方の関係について
　学説の如く、「地方公共団体も、国家の統治体制の一側面にほかならない」と考える。

　一方、地方行政においては福祉その他の公共サービスを提供するだけでなく、「公権力の行使」、すなわち権利義務を規制する事務が多く含まれている。

　また、地方自治法において「二年以下の懲役もしくは禁固」を含む条例の制定権を、普通に地方公共団体に与えている。このように地方議会の機能と併せ考える普通地方公共団体には、「権力作用」を含んだ事務が存在することは明白である。
　
　すなわち、国と極めて類似の「公権力の行使」および公の意思形成の過程が存在する。憲法前文にあるように、国・地方を通じての統治の原理は「国民主権」という考え方に基づいており、言及するまでもなくここでいう国民とは当然の事ながら日本国籍を有する者を指している。
四．最高裁の判決文について（平成七年二月二十八日）
　最高裁判決には、その本論において、憲法九三条二項の解釈について、次のように述べている。
　「憲法第三章の諸規定による基本的人権の保障は、権利の性質上日本国民のみをその対象としていると解されるものを除き、我が国に在留する外国人に対しても等しく及ぶものである。
　そこで、憲法一五条一項にいう公務員を選定罷免する権利の保障が我が国に在留する外国人に対しても及ぶものと解すべきか否かについて考えると、憲法の右規定は、国民主権の原理に基づき、公務員の終局的任免権が国民に存することを表明したものにほかならないところ、主権が「日本国民」に存するものとする憲法前文及び一条の規定に照らせば、憲法の国民主権の原理における国民とは、日本国民すなわち我が国の国籍を有する者を意味することは明らかである。
　そうとすれば、公務員を選定罷免する権利を保障した憲法一五条一項の規定は、権利の性質上日本国民のみをその対象とし、右規定による権利の保障は、我が国に在留する外国人には及ばないものと解するのが相当である。
　そして、地方自治について定める憲法第八章は、九三条二項において、地方公共団体の長、その議会の議員及び法律の定めるその他の吏員は、その地方公共団体の住民が直接これを選挙するものと規定しているのであるが、前記の国民主権の原理及びこれに基づく憲法一五条一項の規定の趣旨に鑑み、地方公共団体が我が国の統治機構の不可欠の要素を成すものであることをも併せ考えると、憲法九三条二項にいう「住民」とは、地方公共団体の区域内に住所を有する日本国民を意味するものと解するのが相当であり、右規定は、我が国に在留する外国人に対して、地方公共団体の長、その議会の議員等の選挙の権利を保障したものということはできない。」
　このように最高裁判決は国民主権の原理から憲法一五条一項の規定について、わが国の国籍を有する者に選挙権を保障したものであるとした上、地方公共団体の長等の選挙権を保障した憲法九三条二項についても、国民主権の原理と地方公共団体が、わが国の統治機構の不可欠の要素であるとの理由で、同項にいう「住民」は、わが国の国籍を有し、区域内に住所を有する者であり、外国人は含まれないと述べていることに注目すべきである。
　
　なお、以上の考え方は、平成十二年四月二十五日の最高裁判決においても是認されており、この本論の部分についてのみ、判例としての拘束力があるにすぎない。
　ところで、最高裁判決は傍論で次のようにも述べている。
　「このように、憲法九三条二項は、我が国に在留する外国人に対して地方公共団体における選挙の権利を保障したものとはいえないが、憲法第八章の地方自治に関する規定は、民主主義社会における地方自治の重要性に鑑み、住民の日常生活に密接な関連を有する公共的事務は、その地方の住民の意思に基づきその区域の地方公共団体が処理するという政治形態を憲法上の制度として保障しようとする趣旨に出たものと解されるから、我が国に在留する外国人のうちでも永住者等であってその居住する区域の地方公共団体と特段に緊密な関係を持つに至ったと認められるものについて、その意思を日常生活に密接な関連を有する地方公共団体の公共的事務の処理に反映させるべく、法律をもって、地方公共団体の長、その議会の議員等に対する選挙権を付与する措置を講ずることは、憲法上禁止されているものではないと解するのが相当である。
　しかしながら、右のような措置を講ずるか否かは、専ら国の立法政策にかかわる事柄であって、このような措置を講じないからといって違憲の問題を生ずるものではない。」
　これについては、判決の傍論部分にすぎず、判決の先例としての拘束力を持たないのであるが、これを別としてもいくつかの点で明らかでない点が残る。
　
（１）地方参政権の付与は憲法上禁止されていないと述べているが、これを許容する条文もなく、憲法一五条一項の「国民固有の権利」とも相容れないのではないか。

（２）判決のいう「公共的事務」という文言の趣旨は明確ではないが、これは「公権力の行使」、すなわち「権利義務を規制する事務」が含まれると解されるので、「国民主権の原理」と相容れないのではないか。
五．参政権の分割について
　国民の参政権は、国・地方を通じての選挙権・被選挙権を指し、憲法が一体として国民に保障しているのであって、これを分割して国民に付与することはできないと考える。

　最高裁判決も、被選挙権について憲法一五条の解釈に当たって、選挙権と被選挙権は表裏一体のものであると考えている。
（注）（１）選挙権・被選挙権における年齢制限は人間の成長による思慮・分別を基準にしたものであり、いずれも年齢とともに発現する権利であるから、参政権を分割したものとはいえない。
　
（２）かつて離島において国政選挙に対する参加が制限されていたが、これは外国に居住する日本人の参政権が実現していないのと同様、適正な選挙管理という技術上の問題である。
　以上のことは、外国人の地方参政権についても同様に考えられるが、この地方参政権はもともと憲法の予想するところではないので、日本国民とは異なった解釈が可能であるかを含めて、憲法上議論を重ねる必要があろう。
六．国籍と公務員の間の法理について
　平成八年十一月に出された自治大臣談話は、
「公権力の行使又は意思の形成への参画にたずさわる公務員となるためには日本国籍を必要とし、それ以外の公務員となるためには必ずしも日本国籍を必要としないという公務員に関する基本原則は、国家公務員のみならず地方公務員の場合も同様であると私は認識しております」
　また、昭和二十八年三月の内閣法制局の見解も、
「法の明文の規定で、その旨が特に定められている場合を別とすれば、一般にわが国籍の保有がわが国の公務員の就任に必要とされる能力要件である旨の法の明文の規定が存在するわけではないが、公務員に関する当然の法理として、公権力の行使又は国会意思の形成への参画にたずさわる公務員となるためには日本国籍を必要とするものと解すべきであり、他方においてそれ以外の公務員となるためには日本国籍を必要としないものと解せられる。
　従って、お尋ねの場合も、日本国籍を必要とする旨の法の明文の定が有る官公職または公権力の行使もしくは国会意思の形成への参画にたずさわる官公職にある者は、国籍の喪失によって公務員の地位を失うが、それ以外の官公職にある者は、国籍の喪失によって直ちに公務員の地位を失うことはないものと解せられる」と述べている。
　以上のような考え方を援用し、かつ地方議員あるいは首長の公権力の行使又は公の意思形成へ参画するものであることを勘案し、さらに国民主権の原則に照らせば、以上のような者の選任権を持つ者は日本国籍を有する者に限られていると考えるべきである。
【その他の問題】
一．相互主義との関係
　国と国との間で相互主義によって物事を決める場合の多くは、経済関係、司法関係、課税、領事事務の観点から双方の必要性を満たすために行われている。
　
　本件は事柄の性質上、相互主義にはなじまない。
二．諸外国の例との比較の関係
　各々の国と地域は、各々の事情にかんがみ、制度を判断し、判定しているのであって、直接の参考とはなりえない。
三．納税者であることや善良であることとの関係
　わが国は普通選挙制度をとっており、納税の有無や多寡とは無関係に参政権は存在する。また、参政権は善良な市民であることが要件になっているわけではない。
四．長い間居住していることとの関係
　このことによって日本国籍の取得が容易になることはあっても、参政権との直接の関連は見い出せない。
五．法の下の平等との関係、外国人の人権との関係
　法の下の平等の原則は、特段の事情の無い限り、外国人にも類推されることとなっており、また、憲法第三章の基本的人権の保障は権利の性質上日本国民を対象としていると解されるものを除き、わが国に在留する外国人に対しても等しく及ぶと解されている。
　しかし、参政権については、外国人にこれを認めないとしても法の下の平等に反するとは解されていないし、また、日本国民に限って保障されているものと解されている。
【結論】
一．現段階では、「外国人の地方参政権問題」には憲法上問題があると考えざるを得ない。従って、拙速な結論を出すことは適当ではない。
　
　一方、これらの議論をさらに深化させる必要があるとすれば、この問題は専ら憲法の視点から論ずるべきであって、衆院・参院に各々設置された憲法調査会で議論を尽くすのも一つの方法であろう。
二．日本に居住する外国人に対する地方行政のあり方は、個々の地方公共団体が配意すべき事柄であるが、一般論として言えば、外国人が有している考え方や希望を十分熟知した上で地方行政が進められることが望ましいと考えられる。
　必要な場合には、外国人住民の考え方、要望等を積極的に吸収する仕組みや方法を、各々個別の地方公共団体が将来に向かって工夫することも考えられるべきであろう。